# 545 км
545 км (рос. 545 км) — селище у складі Таштагольського району Кемеровської області, Росія. Входить до складу Каларського сільського поселення.

## Населення
Населення — 61 особа (2010; 50 у 2002).
Національний склад (станом на 2002 рік):
- росіяни — 88 %